# Acanthotetilla gorgonosclera
Acanthotetilla gorgonosclera är en svampdjursart som beskrevs av van Soest 1977. Acanthotetilla gorgonosclera ingår i släktet Acanthotetilla och familjen Tetillidae.
Artens utbredningsområde är Barbados. Inga underarter finns listade i Catalogue of Life.